# Кальцифір
Кальцифір (англ. calciphyre, нім. Calciphyr m) — нерівномірно зерниста, силікатно-карбонатна метаморфічна порода, що утворилася при глибокому метаморфізмі карбонатних порід. Складається з кристалів кальциту і доломіту, а також шпінелі і силікатів магнію, вміст яких може досягати 50 %.